# ジルフィウス2世フリードリヒ (ヴュルテンベルク＝エールス公)
ジルフィウス2世フリードリヒ（Herzog Sylvius II. Friedrich von Württemberg-Oels, 1651年2月21日 - 1697年6月3日）は、シレジアのヴュルテンベルク＝エールス公。

## 生涯
ヴュルテンベルク＝エールス公ジルフィウス1世ニムロートとその妻でエールス公カール・フリードリヒ1世の娘エリーザベト・マリーの間の第3子、次男として生まれた。父が1664年に死ぬと、母が後見人として公領を統治した。成人を前に兄カール・フリードリヒ（1650年 - 1669年）と一緒にネーデルラントへのグランドツアーに赴いたが、旅行中に兄を亡くしている。
1672年、兄弟たちの間で公爵領を分割相続することが決まるが、シレジアの諸侯会議では兄弟間の所領の割り当てをめぐって議論が続いた。結局、ジルフィウス・フリードリヒがエールスを確保し、すぐ下の弟クリスティアン・ウルリヒがベルンシュタットを、末弟ユリウス・ジークムントがメツィボルとトレプニッツをそれぞれ分与される形となった。ジルフィウス・フリードリヒは母が引退したため、未成年だった末弟ユリウス・ジークムントの後見を短期間だが務めている。また、文芸愛好団体・実りを結ぶ会の会員でもあった。
1672年5月7日にエールスにおいて、ヴュルテンベルク＝モンベリアル公ゲオルク2世の娘で同族の又従妹にあたるエレオノーレ・シャルロッテと結婚したが、間に子供を授からず、1697年に嗣子の無いまま没した。母エリーザベトの遺言に基づき、遺領は次弟クリスティアン・ウルリヒが相続した。